# 大沢浄二
大沢 浄二（おおさわ じょうじ、1925年3月29日 - 2020年7月22日（95歳没））は、日本のソングライター。群馬県太田市出身。本名：大澤 浄八。1954年、東京音楽大学卒。

## 略歴
作曲家デビューは、1957年の水原淳歌唱「おーィお月さん」。水原には後に「ふるさと航路」「元気でナ達者でナ」「山家つばき」などを提供。水原は一歳年上である。水原は2019年3月25日、95歳で死去した。
- 1959年、藤間哲郎の紹介で東芝音工の専属作曲家になる。東芝時代、沢山の弟子（渚幸子・里見一郎・津山洋子・井沢八郎・田村進二・渡辺勝彦・林るり子・朋ひろこ・胡浜三郎）を世に送り出している。
- 昭和40年代、松山恵子に多くの楽曲を提供。
- 1989年、フリーとなる。
- 2010年、ふじのみさを「雨の九十九里」でデビューさせる
- 2014年、最後の弟子として大倉れいを「螢火海峡」でデビューさせる。
- 2020年7月22日没　享年95。

## 主な楽曲提供アーティスト
50音順
- 井沢八郎　男船・男傘・北海の満月
- 胡浜三郎　女のまごころ
- 大川栄策　高山の女・鳥取有情
- 大倉れい　蛍火海峡・女の夜泣き酒
- 大月みやこ　恋ものがたり・夢日記・女のかがり火
- 小川知子　恋のなごり
- 勝新太郎　おまえに
- 岸千恵子　男の拳
- 小金沢昇司　男の初舞台
- 九重佑三子　湖畔の乙女
- 里見一郎　ヒロシマ・下北小唄
- 里見浩太郎　緋鯉大名
- 島津ゆたか　竹馬の友よ
- 髙城靖雄　北故郷・鳴門海峡
- 高松和男　狐がコンコン・八号トンネル
- 田村進二　夕焼けは俺の故郷・お涙ギター
- 津川洋一　水車がコットン
- 花菱アチャコ　アチャコの応援歌
- （初代）浜田喜一　民謡江差馬子唄
- 林るり子　恋の貝殻
- ふじのみさ　雨の九十九里・幸せめぐりあい、
- 細川たかし　満天の舟歌
- 松山恵子　鉄砲小唄
- 水原淳　おーいお月さん
- 渡辺勝彦　哀愁の赤城高原・面影のワルツ